# Bourgogne-Fresne
Bourgogne-Fresne ist eine französische Gemeinde mit 1.454 Einwohnern (Stand: 1. Januar 2022) im Département Marne in der Region Grand Est. Sie gehört zum Arrondissement Reims und ist Mitglied im Gemeindeverband Communauté urbaine du Grand Reims. Das Bureau centralisateur des gleichnamigen Kantons befindet sich in Bourgogne-Fresne.
Sie entstand mit Wirkung vom 1. Januar 2017 als Commune nouvelle durch Zusammenlegung der bis dahin selbstständigen Gemeinden Bourgogne und Fresne-lès-Reims, die fortan den Status von Communes déléguées besitzen. Der Verwaltungssitz befindet sich in Bourgogne.

## Gemeindegliederung
| Ortsteil                       | ehemaliger INSEE-Code | Fläche (km²) | Einwohnerzahl (2022) |
| ------------------------------ | --------------------- | ------------ | -------------------- |
| Bourgogne (Verwaltungssitz)000 | 51075                 | 14,38        | 1.019                |
| Fresne-lès-Reims               | 51261                 | 12,46        | 0435                 |

## Geographie
Bourgogne-Fresne liegt etwa zehn Kilometer nordnordöstlich von Reims. Die Suippe begrenzt das Gemeindegebiet im Norden auf einem kurzen Abschnitt. Umgeben wird Bourgogne-Fresne von den Nachbargemeinden Auménancourt und Saint-Étienne-sur-Suippe im Norden, Boult-sur-Suippe im Nordosten, Pomacle im Osten, Witry-lès-Reims und Bétheny im Süden sowie Brimont im Westen und Südwesten.

## Bevölkerungsentwicklung
| Jahr          | 2017 | 2021 |
| Einwohner     | 1396 | 1442 |
| Quelle: INSEE |      |      |

## Sehenswürdigkeiten
- Kirche Saint-Pierre-et-Saint-Paul in Bourgogne aus dem 12./13. Jahrhundert, seit 1921 als Monument historique klassifiziert
- Mausoleum auf dem Friedhof von Bourgogne, errichtet 1898, seit 2020 als Monument historique eingeschrieben
- Kirche Saint-Martin in Fresne-lès-Reims
- Ehemaliges Fort von Fresne

## Verkehr
Bourgogne-Fresne liegt abseits größerer Verkehrsachsen. Die Departementsstraße D 30 verbindet Bourgogne mit Berméricourt und Loivre im Westen und mit Pomacle über Fresne-lès-Reims im Osten. Die D 74 und D 274 verbinden Fresne-lès-Reims und Bourgogne mit Boult-sur-Suippe bzw. Saint-Étienne-sur-Suippe im Norden und mit Bétheny im Süden. Die D 374 führt von Bourgogne in nördlicher Richtung nach Auménancourt.
Eine Buslinie der Transportgesellschaft Champagne Mobilités verbindet die Gemeinde mit Saint-Étienne-sur-Suippe, Auménancourt und Reims.